# Unione per la Nuova Repubblica
L'Unione per la Nuova Repubblica (in francese  Union pour la nouvelle République, UNR) è stato un partito politico gollista e conservatore francese, attivo dal 1958 al 1967. Cambiò nome il 10 novembre 1962 in Unione per la Nuova Repubblica - Unione Democratica del Lavoro (Union pour la nouvelle République – Union démocratique du travail, UNR-UDT).

## Storia
Fondato il 1º ottobre 1958, il partito si presenta come evoluzione del precedente Raggruppamento del Popolo Francese.
Nel momento del passaggio alla Quinta Repubblica, si presenta alle elezioni legislative del 1958 risultando il partito di maggioranza relativa all'Assemblea nazionale. In occasione delle elezioni presidenziali del 1958, sostiene la candidatura di de Gaulle: il risultato è del 78,5%, sebbene l'elezione di De Gaulle avvenga da parte di un collegio elettorale e non attraverso il suffragio diretto.
In vista delle elezioni legislative del 1962, il partito si presenta congiuntamente con l'Unione Democratica del Lavoro. L'alleanza si ripropone per le elezioni presidenziali del 1965, che vedono la riconferma di De Gaulle e la sconfitta dello sfidante François Mitterrand, sostenuto dalla Federazione della Sinistra Democratica e Socialista.
Alle successive elezioni legislative del 1967, assume la denominazione di Unione Democratica per la Quinta Repubblica. Nel 1968, muta definitivamente in Unione per la Difesa della Repubblica.
Da questo gruppo si evolveranno successivamente l'Unione dei Democratici per la Repubblica (1971-1976), il Raggruppamento per la Repubblica (1976-2002), l'Unione per un Movimento Popolare (dal 2002).

## Segretari generali
- 1958–1959: Roger Frey
- 1959: Albin Chalandon
- 1959–1961: Jacques Richard
- 1961–1962: Roger Dusseaulx
- 1962: Louis Terrenoire
- 1962–1967: Jacques Baumel